# Kieran Tuntivate
Kieran Tuntivate (* 16. Februar 1997 in Washington, D.C., USA) ist ein thailändischer Mittel- und Langstreckenläufer US-amerikanischer Herkunft.

## Sportliche Laufbahn
Erste internationale Erfahrungen sammelte Kieran Tuntivate bei den Asienspielen 2018 in der indonesischen Hauptstadt Jakarta, bei denen er im 10.000-Meter-Lauf in 30:29,04 min den vierten Platz belegte. Im Jahr darauf siegte er bei den Südostasienspielen in Capas in 14:31,15 min im 5000-Meter-Lauf sowie in 30:19,28 min auch über 10.000 Meter. 2021 steigerte er die Landesrekorde über 5000 und 10.000 Meter weiter und qualifizierte sich über die längere Distanz für die Olympischen Spiele in Tokio, bei denen er nach 29:01,92 min auf den 23. Platz gelangte. Im Jahr darauf verpasste er bei den Weltmeisterschaften in Eugene mit 14:19,28 min den Finaleinzug über 5000 Meter. 2023 siegte er in 3:58,51 min im 1500-Meter-Lauf bei den Südostasienspielen in Phnom Penh und gewann in 14:34,77 min auch die Goldmedaille über 5000 Meter. 2025 gewann er bei den Asienmeisterschaften in Gumi in 13:24,97 min die Silbermedaille über 5000 Meter hinter dem Inder Gulveer Singh.

## Persönliche Bestleistungen
- 1500 Meter: 3:36,16 min, 15. Juni 2025 in Burnaby
  - 1500 Meter (Halle): 3:39,69 min, 14. Februar 2025 in Boston (thailändischer Rekord)
- Meile: 3:54,72 min, 24. August 2024 in Stirling (thailändischer Rekord)
  - Meile (Halle): 3:54,72 min, 14. Februar 2025 in Boston (Asienrekord)
- 3000 Meter: 7:48,24 min, 6. Februar 2021 in Phoenix (thailändischer Rekord)
  - 3000 Meter (Halle): 7:49,15 min, 1. Februar 2020 in Boston (thailändischer Rekord)
- 2 Meilen (Halle): 8:23,62 min, 2. März 2024 in New York City
- 5000 Meter: 13:15,67 min, 15. Juli 2023 in Heusden-Zolder (thailändischer Rekord)
  - 5000 Meter (Halle): 13:08,41 min, 12. Februar 2022 in Boston (thailändischer Rekord)
- 10.000 Meter: 27:17,14 min, 20. Februar 2021 in San Juan Capistrano (thailändischer Rekord)
- 10-km-Straßenlauf: 28:52 min, 15. November 2019 in Buffalo (thailändischer Rekord)